# Chirsa
Chirsa (gruz. ხირსა) – wieś w Gruzji, w regionie Kachetia, w gminie Sighnaghi. W 2014 roku liczyła 359 mieszkańców.

## Urodzeni
- Giorgi Arseniszwili